# Usa (Pečora)
Usa (rus. Уса́; komski: Усва, Usva) je rijeka u sjeveroistočnom kutu europskog dijela Rusije koja se s Polarnog Urala ulijeva na jugozapad u Pečoru. Polarni Ural se proteže prema sjeveroistoku, a Usa se proteže paralelno s njima. Nalazi se u Republici Komi u Rusiji i najveći je pritok Pečore, kojoj se pridružuje s desne strane. Duga je je 565 km, s površinom porječja od 93600 km2.
Usa ima prosječni istjek od 1310 m3/s, ali to varira od maksimalnih 21500 u lipnju na najmanje 43.9 u travnju.

## Povijest
Dolina Use naseljena je već 40.000 godina, o čemu svjedoči arheološko nalazište Mamontovaja Kurja (rus. Мамонтовой Курьи, "mamutova krivulja").
Ruskim osvajanjem Sibira postao je jedan od glavnih putova u Sibir. Ruta je išla od Pečore, koja je povezana s drugim rijekama u sjevernoj Rusiji, uzvodno uz Usu, preko niskog Kamen Portagea i niz rijeku Sob do rijeke Ob gdje su se nalazile carinarnice na pregradi Sob i Obdorsku. Tijekom kratke ljetne sezone ovu su rutu preferirali putnici koji su plovili prema zapadu jer se većina plovidbe odvijala nizvodno.

## Tok rijeke
Rijeka izvire u sjevernom Uralu, na južnom kraju Polarnog Urala, i teče prema jugozapadu, otprilike paralelno s planinskim lancem. Glavna rijeka nastaje spajanjem Velike Use i Male Use oko 30 km istočno od Vorkute. Dva pritoka su strma, s mnogo brzaka i slapova. Nakon ušća, glavni tok rijeke je mirniji, s tek nekoliko brzaka u gornjem dijelu. Obale su joj ovdje visoke i nalik liticama, ali nizvodno postaju niže, šumovite i močvarne, osim dijela oko naselja Adak, gdje rijeka probija Černišovljeva brda.
Ispod naselja Sivomaskinski (rus. Сивомаскинский) rijeka se znatno širi, a u donjem toku je široka između 700 i 2000 metara. Također počinje formirati meandre i pješčane otoke, i taj izgled zadržava sve do ušća. Oko 30 km od ušća leži grad Usinsk i riječna luka Parma. Usa se ulijeva u rijeku Pečoru kod naselja Ust-Use.
Zamrzava se u listopadu ili studenom i ostaje okovan ledom sve do proljetnog otapanja u svibnju ili lipnju. Njegove najveće pritoke su, s lijeva: Jelec, Lemva, Boljšaja Sinja, Boljšoj Kočmes i Kosju, a s desna: Vorkuta, Sjojda, Adžva i Kolva.
Rijeka je plovna 325 km uzvodno od ušća, a riječne luke nalaze se u Abezu, Petrunu, Makarihi, Parmi i Ust-Usi. Unutar porječja Use nalazi se veliki Pečorski ugljenokop, a u njegovim donjim dijelovima, kod grada Usinska, nalazi se nekoliko velikih naftnih i plinskih polja.